# 狮子座CW

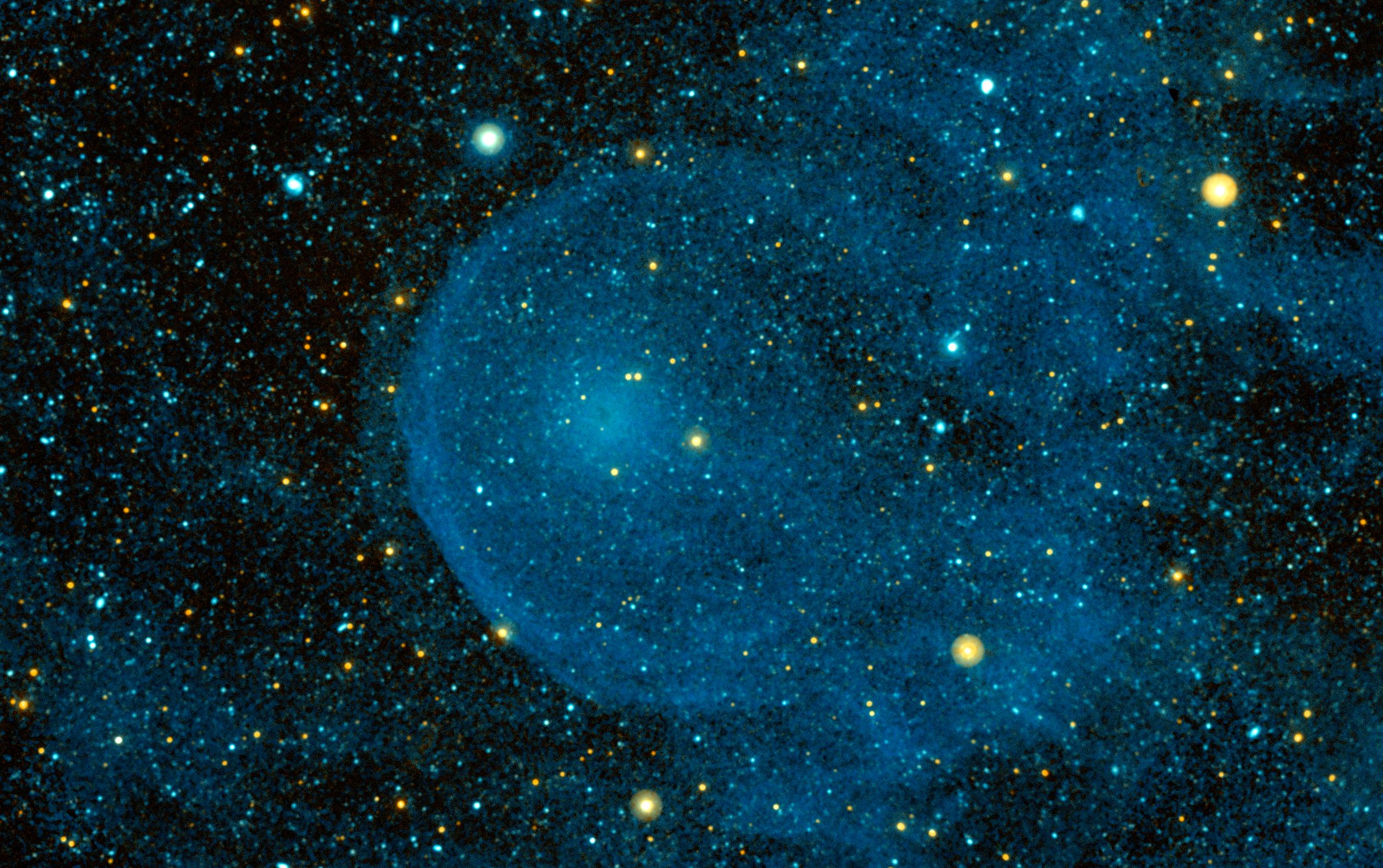
獅子座CW星

獅子座CW星或称IRC +10216星，1969年由艾里克·貝克林带领的天文学家团队在威尔逊山天文台首次观测到。此后，天文学家们对它进行了深入的研究。这是一颗由厚厚的尘埃包围着的碳星，位于狮子座。它不断地向外发射着自己的能量，这些能量绝大部分都是以红外线的方式发射的，尤其是在5μm波长处，它是目前发现的太阳系外最亮的天体。这也可能是当年使用加州理工学院的红外望远镜（62英寸或1.6米口径）才首次观测到它的原因吧。。

## 恆星狀態
天文学家认为，CW LEO星正处于晚年阶段，它灰暗的大气层正在向太空飘散。在遥远的未来，大气层飘散殆尽，它将最终成为一颗白矮星。使用镁同位素比例方法可以确定，这颗星的初始质量为太阳质量的3到5倍，它的核心部分，也就是当它成为白矮星后的质量大约是太阳质量的0.7到0.9倍。这颗星很亮，它的标称光度是太阳的11300倍，并且以649日的周期在6250到15800倍之间变化。
狮子座CW富含碳的大气层至少在69000年前就已经存在，目前正在以每年(1~4) × 10−5 倍太阳质量的速度流失。已经流失的大气至少包含1.4倍太阳质量的物质。从1999年开始的散斑观测显示，该星的充满尘埃的大气层有着复杂的结构，例如片段的弧状和不完整的球壳结构。该星有着类似于太陽週期的磁场周期变化，这可能是导致它大气复杂结构，以及质量损失率周期性增加的原因。
天文学家已在狮子座CW的飘散物质中发现多种元素和大约50种分子，其中包含氮、氧、水分子、硅和铁。有一种理论认为：这颗星曾经被很多彗星包围，当它开始向外飘散物质并辐射热量后，这些彗星熔化了，留下了这些元素和分子。但是，水分子的形成则不同，目前天文学家认为，在所有的碳星大气中，水都可以自然形成。

## 距离
如果狮子座CW星到太阳的距离为估算范围的下限，即120秒差距时，那么在它周圍的大气层半徑大約是84000天文單位。它和大气层大約以超過 91 km/s的速度在星際物質中通過。而它的空間速度各分量為 [U, V, W] = [21.6 ± 3.9, 12.6 ± 3.5, 1.8 ± 3.3] km s−1。

## 外部連結
- Water Found Around Nearby Star CW Leonis  （页面存档备份，存于） NASA article.
- Variations in the dust envelope around IRC +10216 （页面存档备份，存于） revealed by aperture masking interferometry
- Simbad info for IRC +10216 including over 1200 articles discussing this object.
- Special Stars: CW Leonis （页面存档备份，存于）
- WikiSky上关于狮子座CW的内容：DSS2, SDSS, GALEX, IRAS, 氢α, X射线, 天文照片, 天图, 文章和图片